# Простий механізм

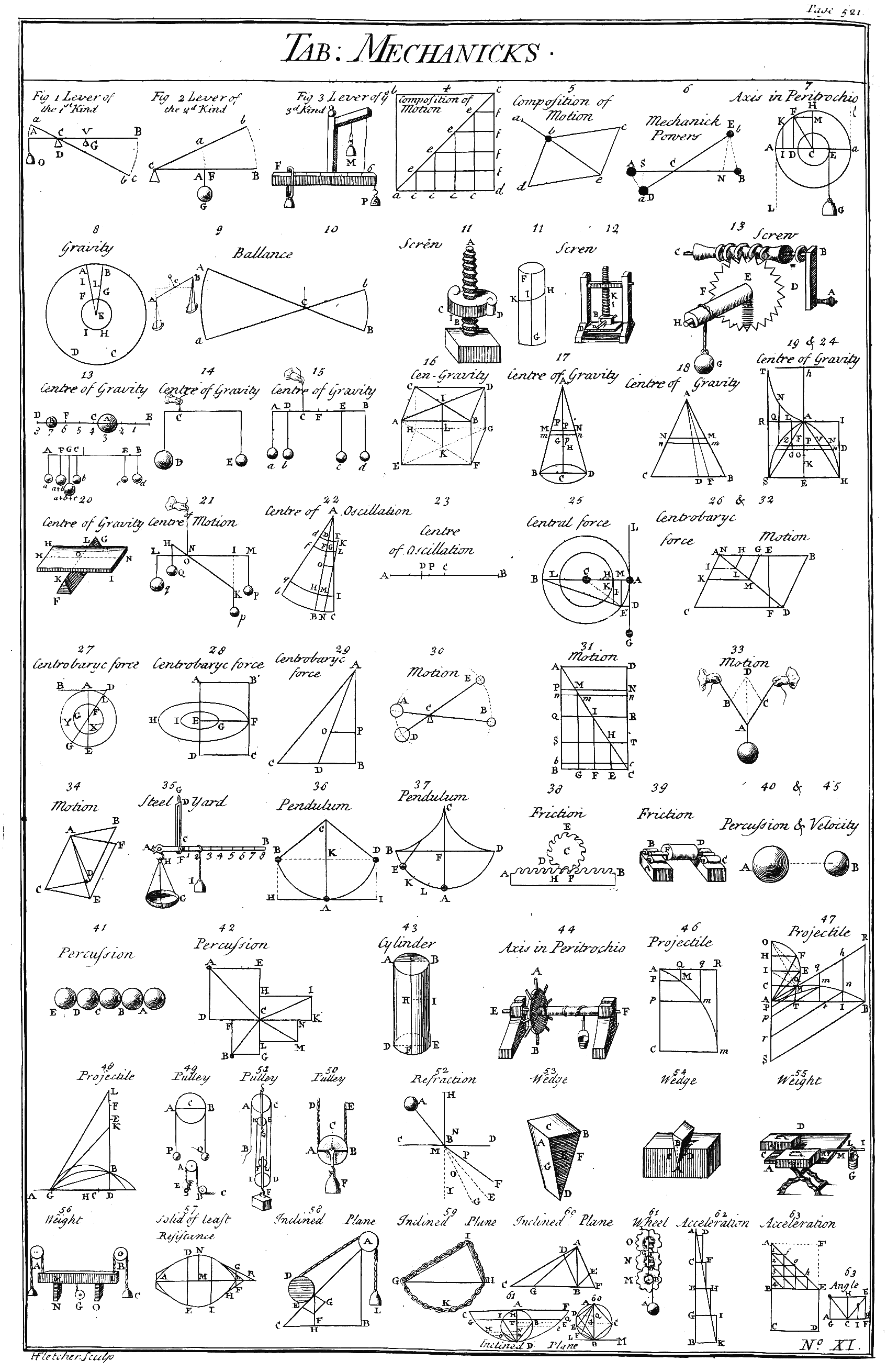
Таблиця простих механізмів із Chambers' Cyclopedia, 1728. Прості механізми є основою для розуміння принципу роботи складних механізмів і машин.

Прості механізми — різні пристрої, які дозволяють виконувати роботу за умови докладання до тіла порівняно невеликої сили (при одночасному збільшенні відстані переміщення) та змінювати напрям дії сили на зручніший для людини.
Жоден простий механізм не дає виграшу в роботі, а дає залежно від наявних потреб тільки виграш або в силі (F), або у відстані.
Загалом, їх можна визначити як найпростіші механізми, які використовують виграш у силі для збільшення сили. Зазвичай цей термін застосовують до шести класичних простих механізмів, винайдених ученими епохи Відродження:
- Важіль
- Коловорот
- Блок
- Похила площина
- Клин
- Гвинт

Іноді цей список скорочують, вважаючи, наприклад, що клин та гвинт є різновидами похилої площини. Іноді до простих механізмів додають також гідравлічні пристрої, такі як поршень.
Простий механізм використовує одну прикладену силу для роботи проти однієї сили навантаження. Без урахування втрат на тертя робота, що виконується над вантажем, дорівнює роботі, яку виконує прикладена сила. Механізм може збільшувати вихідну силу завдяки пропорційному зменшенню відстані, на яку переміщується вантаж. Відношення вихідної сили до прикладеної сили називають виграшем у силі.
Прості механізми можна застосувати для отримання виграшу в швидкості переміщення. У цих випадках переміщувана частина пов'язана з довгим кінцем важеля (наприклад, поршень парової машини паровоза через шатун передає велике зусилля на коротке плече кривошипа, внаслідок чого обід колеса набуває великої швидкості), вільним кінцем талі тощо, і для приведення механізму в дію слід застосувати силу, у відповідне число разів більшу, ніж сила протидії.
Прості механізми можна вважати елементарними «будівельними блоками», з яких складаються дедалі складніші машини (іноді звані «складеними механізмами»). Наприклад, колеса, важелі та блоки використовують у механізмі велосипеда. Виграш у силі складеного механізму дорівнює добутку виграшів у силі простих механізмів, з яких він складається.
Хоча вони, як і раніше, мають велике значення в механіці та прикладній науці, сучасна механіка вийшла за рамки уявлень про найпростіші механізми як про мінімальні будівельні блоки, з яких складаються всі машини, що виникли в епоху Відродження як неокласичне розширення давньогрецьких текстів. Ці шість категорій неадекватно описують величезне розмаїття та витонченість сучасних механічних з'єднань, які виникли під час промислової революції. Різні автори пост-ренесансу склали розширені списки «простих механізмів», часто використовуючи такі терміни, як базові машини, складені машини або елементи машин, щоб відрізнити їх від класичних простих механізмів, описаних вище. До кінця 1800-х років Франц Рело ідентифікував сотні елементів машин, назвавши їх простими машинами. Сучасна теорія машин аналізує машини як кінематичні ланцюги, складені з елементарних зв'язків, званих кінематичними парами.

## Історія
Ідея простого механізму виникла приблизно в III ст. до н. е. в грецького філософа Архімеда, який вивчав архімедові прості механізми: важіль, блок і гвинт. Він виявив для важеля принцип виграшу в силі. Знамените зауваження Архімеда з приводу важеля: «Дайте мені місце, на якому я стоятиму, і я посуну Землю» (грец. δῶς μοι πᾶ στῶ καὶ τὰν γᾶν κινάσω) виражає розуміння того, що не існує межі передавального коефіцієнта, якого можна досягти за допомогою виграшу в силі. Пізніше грецькі філософи визначили класичні п'ять простих механізмів (за винятком похилої площини) та змогли обчислити їхній (ідеальний) виграш у силі. Наприклад, Герон Александрійський (бл. 10—75 н. е.) у своїй роботі «Механіка» перераховує п'ять механізмів, які можуть «привести в рух вантаж»; важіль, брашпиль, блок, клин і гвинт, і описує їх виготовлення та використання. Однак розуміння греків обмежувалося статикою найпростіших механізмів (балансом сил) і не включало динаміки, компромісу між силою та відстанню чи концепції роботи.
В епоху Відродження динаміку механічних сил, як називали прості механізми, почали розглядати з точки зору того, наскільки далеко вони можуть підняти вантаж, на додаток до сили, яку вони можуть докласти, що врешті-решт привело до нової концепції механічної роботи. 1586 році фламандський інженер Саймон Стевін отримав виграш у силі похилої площини, і її включено до інших простих механізмів. Повну динамічну теорію простих механізмів розробив італійський учений Галілео Галілей 1600 року в трактаті Le Meccaniche («Про механіку»), в якому він показав, що збільшення сили лежить в основі математичної подібності цих механізмів. Він був першим, хто пояснив, що найпростіші механізми не створюють енергії, а лише перетворюють її.
Класичні правила для тертя ковзання в машинах, відкриті Леонардо да Вінчі (1452—1519), але не опубліковані, а просто задокументовані в його записниках, ґрунтувалися на доньютонівській науці, такій як віра в тертя як ефірну рідину. Їх знову відкрив Гійом Амонтон (1699) і розвинув Шарль-Огюстен Кулон (1785).

## Види простих механізмів
Прийнято виділяти вісім простих механізмів, з яких чотири є різновидами двох основних:
- Похила площина — простий механізм у вигляді площини, встановленої під гострим кутом до горизонтальної поверхні.
  - Клин дозволяє збільшити тиск за рахунок концентрації сили на малій площі. Використовується в списі, лопаті, кулі тощо.
  - Гвинт — використовують у шурупах і для підіймання води (архімедів гвинт), як свердло в дрилях тощо.
- Важіль — описав Архімед. Використовують, зокрема, для підіймання тягарів, як вимикачі і спускові гачки (шатун-кривошип — використовують у ткацькому верстаті, паровій машині, двигунах внутрішнього згоряння).
  - Коловорот — використовують для підіймання води в криницях і для пасової передачі тощо.
  - Блок — колесо з жолобом, яким пропускають мотузку, трос або ланцюг. Застосовують для змінювання величини чи напряму сили.
- Колесо — використовують на транспорті та в зубчастих передачах. Найраніші знахідки коліс зустрічають на території сучасної Румунії (неолітична культура Кукутень — Трипілля) і датують останньою чвертю 5 тисячоліття до н. е.[18]
- Поршень — дозволяє використовувати енергію нагрітих газів або пари, що розширюються. Застосовують, зокрема, у вогнепальній зброї, двигуні внутрішнього згоряння та паровій машині.

## Ідеальний простий механізм
Якщо простий механізм не розсіює енергії за рахунок тертя, зношування або деформації, то енергія зберігається, і його називають ідеальним простим механізмом. У цьому випадку потужність, подавана в механізм, дорівнює вихідній потужності, а виграш у силі можна розрахувати на основі геометричних його розмірів.
Хоча кожен із механізмів працює механічно по-різному, математично вони працюють однаково. У кожному механізмі сила {\displaystyle F_{\text{in}}\,}, прикладена в одній точці, спричинює виконання роботи, яка полягає в переміщенні вантажу за допомогою сили {\displaystyle F_{\text{out}}\,} в іншій точці. Хоча деякі механізми змінюють тільки напрям сили, наприклад, нерухомий блок, більшість механізмів збільшують силу на коефіцієнт рівний виграшу в силі
{\displaystyle \mathrm {MA} =F_{\text{out}}/F_{\text{in}}\,}
який можна розрахувати, виходячи з геометрії машини та тертя.
Прості механізми не містять джерела енергії, тому вони не можуть виконувати більше роботи, ніж отримують від вхідної сили. Простий механізм без тертя та пружності називають ідеальним простим механізмом. Завдяки збереженню механічної енергії, в ідеальному простому механізмі вихідна потужність (швидкість зміни енергії) у будь-який час {\displaystyle P_{\text{out}}\,} дорівнює споживаній потужності {\displaystyle P_{\text{in}}\,}
{\displaystyle P_{\text{out}}=P_{\text{in}}\!}
Вихідна потужність дорівнює добутку швидкості навантаження {\displaystyle v_{\text{out}}\,} і сили навантаження {\displaystyle P_{\text{out}}=F_{\text{out}}v_{\text{out}}\!}. Так само підвідна потужність від прикладеної сили дорівнює добутку швидкості вхідної точки {\displaystyle v_{\text{in}}\,} і прикладеної сили {\displaystyle P_{\text{in}}=F_{\text{in}}v_{\text{in}}\!}. Отже,
{\displaystyle F_{\text{out}}v_{\text{out}}=F_{\text{in}}v_{\text{in}}\,}
Отже, виграш у силі ідеальної машини {\displaystyle \mathrm {MA} _{\text{ideal}}\,} дорівнює відношенню швидкостей, а саме відношенню вхідної швидкості до вихідної швидкості
{\displaystyle \mathrm {MA} _{\text{ideal}}={F_{\text{out}} \over F_{\text{in}}}={v_{\text{in}} \over v_{\text{out}}}\,}
Відношення швидкостей також дорівнює відношенню відстаней, пройдених за будь-який заданий період часу
{\displaystyle {v_{\text{out}} \over v_{\text{in}}}={d_{\text{out}} \over d_{\text{in}}}\,}

Отже, виграш у силі ідеального механізму також дорівнює відношенню відстані, пройденої на вході, до відстані, пройденої на виході.
{\displaystyle \mathrm {MA} _{\text{ideal}}={F_{\text{out}} \over F_{\text{in}}}={d_{\text{in}} \over d_{\text{out}}}\,}
Його можна розрахувати на підставі геометрії механізму. Наприклад, виграш у силі і відношення відстаней для важеля дорівнює відношенню плечей важеля.
Виграш у силі може бути як більшим так меншим від одиниці:
- Якщо {\displaystyle \mathrm {MA} >1\,}, вихідна сила більша від вхідної, машина діє як підсилювач, але відстань, на яку переміщується вантаж {\displaystyle d_{\text{out}}\,} менша, ніж відстань, пройдена вхідною силою {\displaystyle d_{\text{in}}\,}.
- Якщо {\displaystyle \mathrm {MA} <1\,}, вихідна сила менше від вхідної, але відстань, на яку переміщується навантаження, більша, ніж відстань, пройдена вхідною силою.

Для гвинта, який використовує обертальний рух, вхідну силу слід замінити крутним моментом, а швидкість — кутовою швидкістю обертання вала.

## Тертя й коефіцієнт корисної дії
У всіх реальних машинах є тертя, через яке частина вхідної потужності розсіюється у вигляді тепла. Якщо позначити {\displaystyle P_{\text{fric}}\,} потужність, що втрачається на тертя, за законом збереження енергії
{\displaystyle P_{\text{in}}=P_{\text{out}}+P_{\text{fric}}\,}
Механічний коефіцієнт корисної дії (ККД) {\displaystyle \eta \,} машини (де {\displaystyle 0<\eta \ <1}) визначається як відношення вихідної потужності до вхідної і є мірою втрат енергії на тертя.
{\displaystyle \eta \equiv {P_{\text{out}} \over P_{\text{in}}}\,}
{\displaystyle P_{\text{out}}=\eta P_{\text{in}}\,}
Як і вище, потужність дорівнює добутку сили й швидкості, тому
{\displaystyle F_{\text{out}}v_{\text{out}}=\eta F_{\text{in}}v_{\text{in}}\,}

Отже,
{\displaystyle \mathrm {MA} ={F_{\text{out}} \over F_{\text{in}}}=\eta {v_{\text{in}} \over v_{\text{out}}}\,}
Таким чином, у неідеальних машинах виграш у силі завжди менший, ніж відношення швидкостей, на коефіцієнт {\displaystyle \eta }. Отже, механізм із тертям не зможе переміщувати такий самий вантаж, як і відповідний ідеальний механізм, використовуючи ту саму вхідну силу.

## Складені механізми
Складений механізм — це машина, яка складається з набору простих механізмів, з'єднаних послідовно, причому вихідне зусилля одного забезпечує вхідне зусилля для наступного. Наприклад, настільні лещата складаються з важеля (ручки лещат), з'єднаного послідовно з гвинтом, а проста зубчаста передача складається з низки послідовно з'єднаних шестерень (коліс і осей).
Виграш у силі складеного механізму — це відношення вихідної сили останнього механізму в серії, до вхідної сили, прикладеної до першого механізму, тобто
{\displaystyle \mathrm {MA} _{\text{compound}}={F_{\text{outN}} \over F_{\text{in1}}}\,}
Оскільки вихідна сила кожного механізму відіграє роль вхідної сили для наступного, {\displaystyle F_{\text{out1}}=F_{\text{in2}},\;F_{\text{out2}}=F_{\text{in3}},\ldots \;F_{\text{outK}}=F_{\text{inK+1}}}, цей виграш у силі також забезпечується дією всього ланцюжка механізмів
{\displaystyle \mathrm {MA} _{\text{compound}}={F_{\text{out1}} \over F_{\text{in1}}}{F_{\text{out2}} \over F_{\text{in2}}}{F_{\text{out3}} \over F_{\text{in3}}}\ldots {F_{\text{outN}} \over F_{\text{inN}}}\,}
Таким чином, виграш у силі складеного механізму дорівнює добутку виграшів у силі серії простих механізмів, які його утворюють.
{\displaystyle \mathrm {MA} _{\text{compound}}=\mathrm {MA} _{1}\mathrm {MA} _{2}\ldots \mathrm {MA} _{\text{N}}\,}
Так само, ККД складеного механізму також є добутком ККД низки простих механізмів, які його утворюють.
{\displaystyle \eta _{\text{compound}}=\eta _{1}\eta _{2}\ldots \;\eta _{\text{N}}.\,}

## Самоблоковані механізми

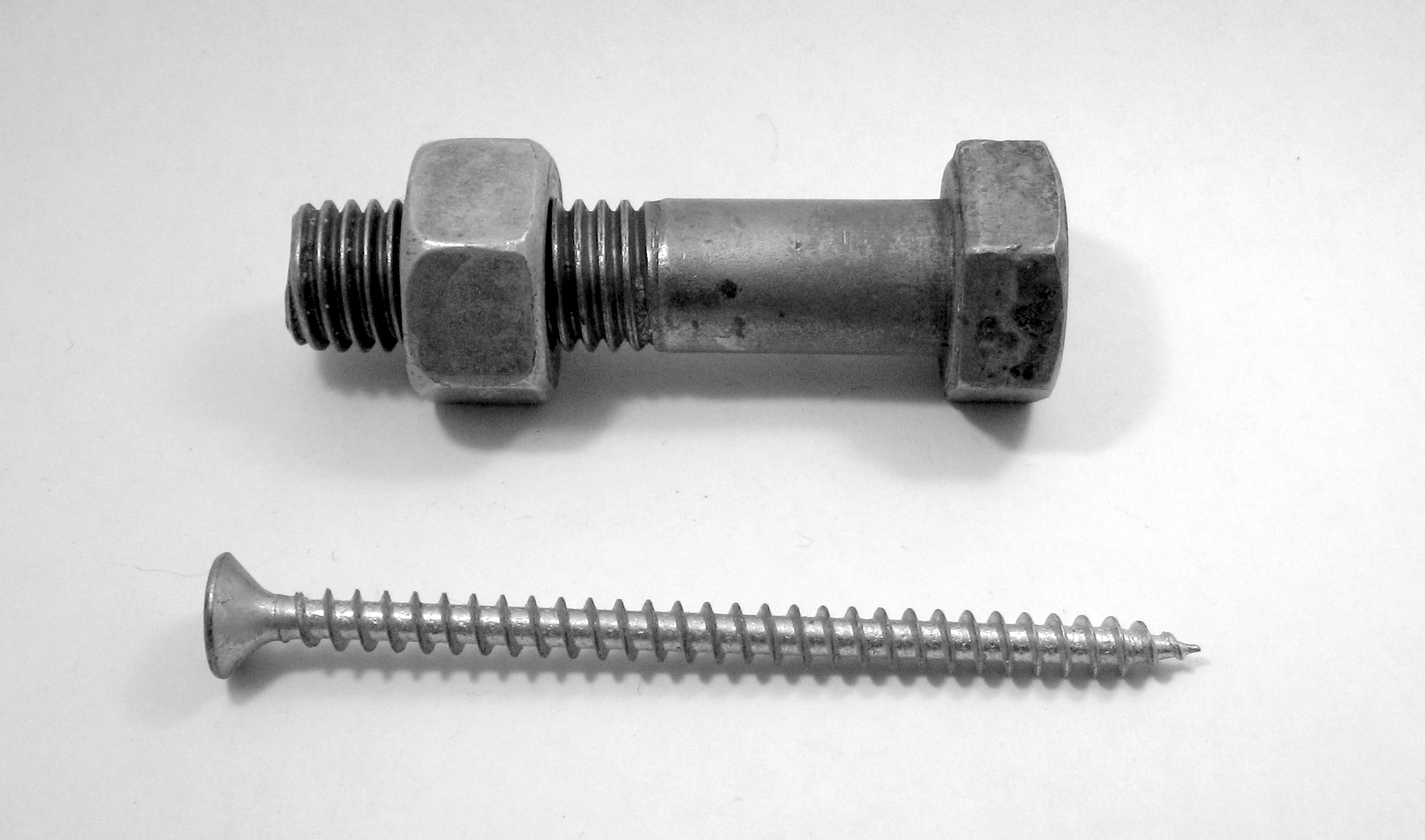
Самоблокування гвинта є причиною його широкого використання в нарізних кріпильних деталях, таких як болт і шуруп.

У багатьох простих механізмах, якщо сила навантаження Fout на механізмі досить велика відносно вхідної сили Fin, то механізм буде рухатися назад, при цьому сила навантаження виконуватиме роботу проти вхідної сили. Таким чином, ці механізми можна використовувати в будь-якому напрямку, з рушійною силою, прикладеною до будь-якої точки. Наприклад, якщо сила навантаження на важелі досить велика, то важіль буде рухатися назад, переміщаючи вхідний важіль у протилежному напрямку від вхідної сили (переважить). Їх називають реверсивними або неблокованими механізмами.
Однак у деяких механізмах, якщо сили тертя досить великі, ніяка сила навантаження не може зрушити їх назад, навіть якщо вхідна сила дорівнює нулю. Такі механізми називають самоблокованими або необоротними. Ці механізми можна привести в рух тільки силою на вході, і коли силу зі входу прибрано, вони залишаються нерухомими, «заблокованими» тертям у будь-якому положенні, в якому їх зупинено.
Самоблокування виникає переважно в механізмах з великими площами ковзного контакту рухомих частин: гвинта, похилої площини і клина:
- Найпоширеніший приклад — гвинт. У більшості гвинтів прикладення крутного моменту до валу може викликати його обертання, лінійне переміщення валу для виконання роботи проти навантаження, але ніяка сила осьового навантаження на вал не змусить його повернутися назад.
- У похилій площині вантаж можна піднімати вгору по площині за допомогою бічної вхідної сили, але якщо площина не дуже крута і є достатнє тертя між вантажем і площиною, то коли вхідна сила знімається, вантаж залишиться нерухомим і не буде ковзати по поверхні, незалежно від його ваги.
- Клин можна забити в дерев'яний брусок силою на кінці, наприклад, вдаривши по ньому кувалдою і розсунувши в боки деревину, але ніяка сила стиснення від дерев'яних стінок не змусить його вискочити із бруска.

Машина буде самоблокованою тоді і тільки тоді, коли її ККД η менше 50 %:
{\displaystyle \eta \equiv {\frac {F_{out}/F_{in}}{d_{in}/d_{out}}}<0.50\,}
Чи буде механізм самоблокованим, залежить як від сил тертя (коефіцієнта тертя спокою) між його частинами, так і від відношення відстаней {\displaystyle d_{in}/d_{out}} (ідеальний виграш у силі). Якщо і тертя, й ідеальний виграш у силі досить великі, то він самоблокується.

### Доведення
Коли механізм рухається в прямому напрямку з точки 1 у точку 2, при цьому вхідна сила виконує роботу проти сили навантаження, то, за законом збереження енергії, вхідна робота {\displaystyle W_{\text{1,2}}\,} дорівнює сумі робіт: виконаної проти сили навантаження {\displaystyle W_{\text{load}}\,} і втраченої через тертя {\displaystyle W_{\text{fric}}\,}

| {\displaystyle W_{\text{1,2}}=W_{\text{load}}+W_{\text{fric}}} | \| \| \| \| \| \| \| \| | (1) |
|                                                                |                         |     |
|                                                                |                         |     |
Якщо ККД нижче 50 % {\displaystyle \eta =W_{\text{load}}/W_{\text{1,2}}<1/2\,}
{\displaystyle 2W_{\text{load}}<W_{\text{1,2}}\,}
Із (1)
{\displaystyle 2W_{\text{load}}<W_{\text{load}}+W_{\text{fric}}\,}
{\displaystyle W_{\text{load}}<W_{\text{fric}}\,}
Коли механізм рухається назад з точки 2 в точку 1, або коли сила навантаження виконує роботу проти вхідної сили, через тертя втрачається енергія {\displaystyle W_{\text{fric}}\,}. Аналогічно
{\displaystyle W_{\text{load}}=W_{\text{2,1}}+W_{\text{fric}}\,}
Таким чином, вихідна робота
{\displaystyle W_{\text{2,1}}=W_{\text{load}}-W_{\text{fric}}<0\,}
Отже, механізм самоблокується, тому що робота, витрачена на подолання тертя, більша, ніж робота, виконувана силою навантаження, яка переміщує його назад, навіть за відсутності вхідної сили.

## Сучасна теорія механізмів
Машини розглядаються як механічні системи, що складаються з приводів і простих механізмів, які передають сили і рух, контрольованих давачами і контролерами. Компоненти актуаторів і механізмів складаються з ланок і шарнірів, що утворюють кінематичні ланцюги.

### Кінематичні ланцюги

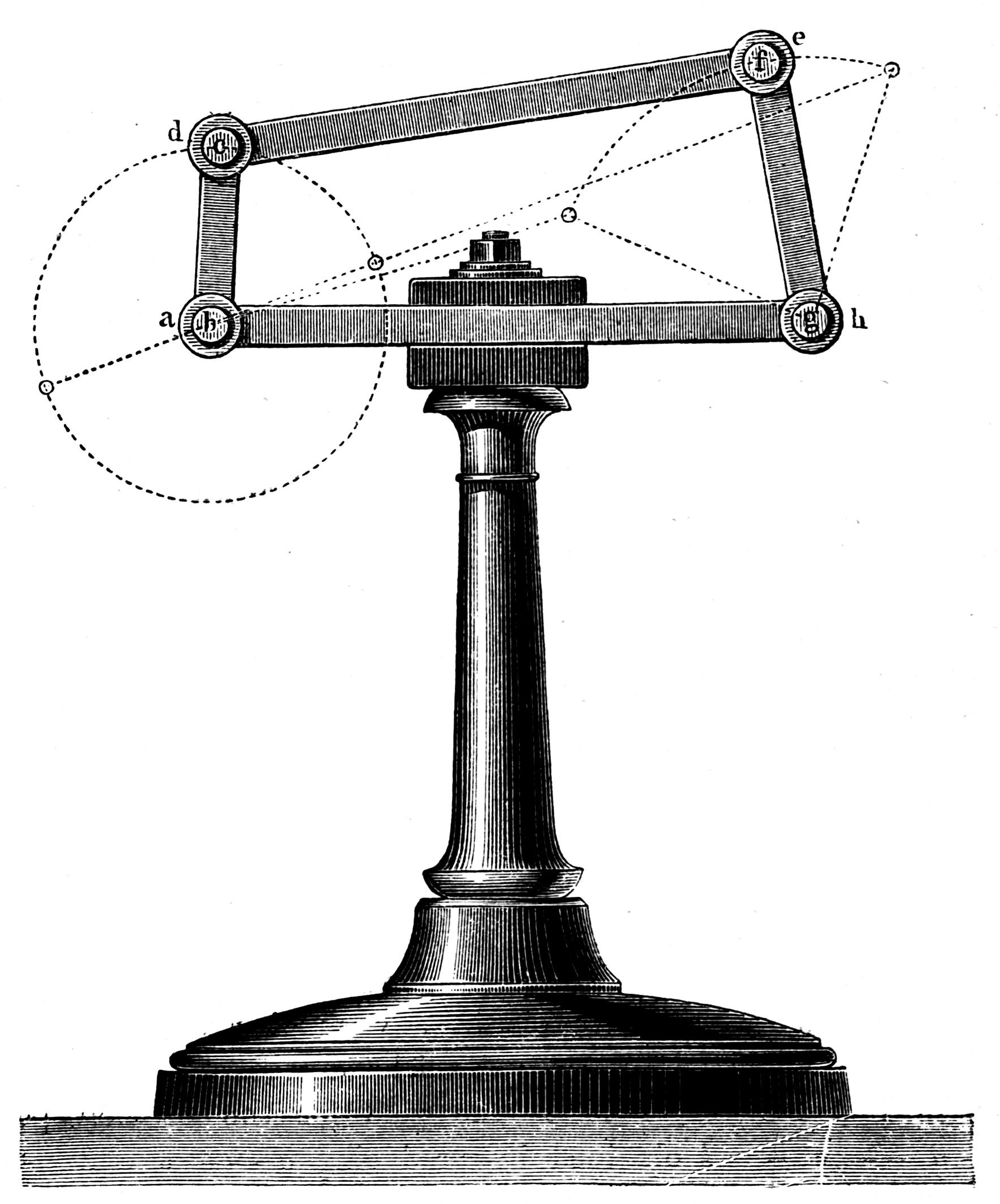
Ілюстрація чотириланкового важеля з Кінематики машин, 1876 року

Прості механізми — це елементарні приклади кінематичних ланцюгів, які використовують для моделювання механічних систем, починаючи від парового двигуна і закінчуючи роботами-маніпуляторами. Вальни́ці, що утворюють вісь важеля і дозволяють обертатися колесу, осі і блокам, є прикладами кінематичної пари, званої шарнірним з'єднанням. Так само, плоска поверхня похилої площини і клин є прикладами кінематичної пари, званої ковзним з'єднанням. Гвинт зазвичай вважають окремою кінематичною парою, званою спіральним шарніром.
Два важелі або кривошипи утворюють плоску чотириланкову важільну систему завдяки приєднанню важеля між виходом одного кривошипа і входом іншого. Приєднавши додаткові ланки можна отримати шестиланковий механізм.

### Класифікація механізмів
Ідентифікація простих механізмів дозволяє систематично підходити до винайдення нових машин. Отже, важливою проблемою є те, як прості механізми об'єднуються для створення складніших механізмів. Один з підходів полягає в послідовному підключенні простих механізмів для отримання складних машин.
Однак, успішнішу ідею запропонував Франц Рело, який зібрав і вивчив понад 800 елементарних машин. Він зрозумів, що важіль, блок, а також колесо і вісь — це, по суті, один і той самий пристрій: тіло, що обертається навколо шарніра. Так само похила площина, клин і гвинт — це блок, що ковзає по плоскій поверхні.
Ця ідея показує, що саме рухомі з'єднання є основними елементами машини. Починаючи з чотирьох типів зчленувань: обертального, ковзного, кулачкового і зубчастого, а також зв'язувальних з'єднань, таких як троси і ремені, можна уявити машину як сукупність твердих деталей, з'єднаних цими зчленуваннями.

### Кінематичний синтез
Конструювання механізмів для виконання необхідного руху і передавання сили відоме як кінематичний синтез. Це набір геометричних методів механічного проєктування важелів, кулачкових механізмів, зубчастих коліс і зубчастих передач.